# Ворона (Ковельський район)
Воро́на — село в Україні, у Колодяжненській сільській громаді Ковельського району Волинської області. Населення становить 224 осіб (пер. 2001).

## Географія
Поруч із селом протікає річка Воронка права притока Турії. Обабіч села, у місці де у Воронку впадає її ліва притока — річечка Рокитенка[джерело?], є невелика загата.
Обабіч села проходить регіональний шлях Т 0311. 

## Історія
Є згадка про село в літописі від 1573 року. Так 23 серпня 1573 року було подано позов до суду у конфлікті між власниками села Любитів та власником села Ворона — Володимирським єпископом Феодосієм. А наступного 1574 року єпископ Феодосій із загоном напав та пограбував село Любитів, спустошив поля. 
У 1906 році село Любитівської волості Ковельського повіту Волинської губернії. Відстань від повітового міста 10 верст, від волості 4. Дворів 42, мешканців 359.
В часи Другої світової війни біля села (поміж Вороною та Будищами) сталася битва поміж Армією Крайовою та Українською Повстанською Армією.
31 січня 1944 року польська армія, що базувалася в польській колонії Люблятин вибила українську армію з села Будище, яка відступила до Колодяжного. Проте на підмогу будищанцям вирушили загони, що базувалися в Любитові та на Вороні. Українські вояки було відтіснили поляків до річки Воронка, проте польський загін не розгромили, а несподівано відійшли назад до своїх баз, ймовірно через вилазку солдатів вермахт, які базувалися в Ковелі та були занепокоєні подіями, що відбувалися у безпосередній близькості з містом. Загін Армії Крайової скориставшись цим відступив від Будищ до своєї бази в колонії Люблятин. 

## Населення
Згідно з переписом УРСР 1989 року чисельність наявного населення села становила 275 осіб, з яких 132 чоловіки та 143 жінки.
За переписом населення України 2001 року в селі мешкало 226 осіб. 100 % населення вказало своєю рідною мовою українську мову.